# Maserati Ghibli II
Maserati Ghibli är en sportbil, tillverkad av den italienska biltillverkaren Maserati mellan 1992 och 1997.
Ghibli II är en vidareutveckling av Biturbon, som den kom att ersätta. Under säsongen 1995 kördes bilen i en egen racingklass kallad Ghibli Open Cup. Totalt byggdes 2 380 exemplar.
Varianter:
| Modell              | Årsmodell | Motor              | Cylindervolym | Effekt | Bränslesystem             | Anm.           |
| ------------------- | --------- | ------------------ | ------------- | ------ | ------------------------- | -------------- |
| Ghibli II 2.0       | 1992-97   | 6-cyl V-motor dohc | 1996 cm³      | 306 hk | Bränsleinsprutning, turbo | Endast Italien |
| Ghibli II 2.8       | 1993-97   | 6-cyl V-motor dohc | 2790 cm³      | 284 hk | Bränsleinsprutning, turbo |                |
| Ghibli II Cup       | 1995      | 6-cyl V-motor dohc | 1996 cm³      | 330 hk | Bränsleinsprutning, turbo |                |
| Ghibli II Primatist | 1996-97   | 6-cyl V-motor dohc | 1996 cm³      | 306 hk | Bränsleinsprutning, turbo |                |